# 1997 (album)
Az 1997 Sztevanovity Zorán kilencedik, 1997. november 15-én megjelent nagylemeze.

## A lemez
A felvételek a Tom-Tom Stúdióban készültek 1997-ben Presser Gábor, Sipeki Zoltán és Zorán zenei rendezésében.
Ezzel a lemezzel Zorán nem sokkal korábban elhunyt feleségének, Lévai Évának állít emléket. Bár közvetlenül csak néhány dal szól a gyászról, az áttételesen az album egészéből is kiérezhető a szokásosnál mélyebb tónusok vagy akár a szürke borító révén.

## Közreműködők
Kölcsényi Attila – hangmérnök
Presser Gábor – zongora, Roland billentyűs hangszerek, Hohner Champion T harmonika, szájharmonika (Lusta dal), basszus, ütőhangszerek, vokál, hangszerelés
Sipeki Zoltán – akusztikus és elektromos gitárok, bendzsó
Horváth Kornél – ütőhangszerek
Borlai Gergő – dob
Lantos Zoltán – öthúros hegedű (Több mint félszáz év, Hová megyünk, Táncolj, csak táncolj)
Szabó Tamás – szájharmonika
Faith Ildikó, Magyar Hajnalka – vokál
Eszményi Viktória – ének (Lusta dal)

## Dalok
Azokat a dalokat, amelyeknél a szerzők nincsenek megnevezve, Presser Gábor és Sztevanovity Dusán írta.
1. Jó így – 2:54
2. Több mint félszáz év – 4:57
3. Csak játék – 4:13
4. Itt a vásár – 4:55
5. Lusta dal – 4:11
6. Szappanopera – 5:05
7. Szeretlek (Sipeki Zoltán; Sztevanovity Dusán) – 3:28
8. Hová megyünk? – 4:28
9. Ahol jó volt (Presser Gábor) – 3:13
10. Ő az (Gerendás Péter, Presser Gábor; Sztevanovity Dusán) – 3:56
11. Táncolj, csak táncolj – 4:42
12. Szállj fel újra – 5:01
13. Miért ne játszhatnánk el jól? – 2:50

Teljes játékidő: 53:33
A kazetta-kiadáson a Szappanopera című dal nem szerepelt.